# Прорив оборони
Прорив оборони або просто прорив — один із способів ведення наступу проти підготовленого рубежу оборони, зайнятого військами супротивника. Суть прориву полягає в створенні проломів у лінії оборони ворога та використанні їх для просування у фланги та тил.
Прорив оборони застосовується в тих ситуаціях, коли немає можливості зробити обхідний маневр, а оборона ворога не має відкритих флангів. Прорив зазвичай зводиться до зламування всієї глибини оборонних ліній супротивника на обраних напрямках з одночасним розширенням ділянок прориву в сторони флангів.

## Історія
Розуміння необхідності прориву вперше було усвідомлено в період російсько-японської війни 1904-1905 років, у зв'язку з появою суцільних фронтів довжиною близько 150 км. Відсутність теоретичної бази на той час не дозволило жодній стороні конфлікту успішно організувати дії з прориву ворожих оборонних ліній. Перехід Першої світової війни у позиційну фазу також показав непідготовленість існуючих військових теорій до успішної реалізації ідей прориву, проте в 1916 російським військам вдалося здійснити вдалий прорив позицій німецьких та австро-угорських військ у ході наступу Південно-Західного фронту (так званий Брусиловський прорив), а до 1918 року німецька армія зуміла прорвати західний фронт, під час весняного наступу.
Ведення глибокого наступу при здійсненні прориву на окремих ділянках фронту стало можливим завдяки появі високомобільних військ, до створення яких бойові дії мали переважно позиційний характер.
Під час Першої світової війни та Другої світової війни наступ розділяли на дві фази: прорив, дії військ у тактичній та оперативній глибині оборони супротивника. При прориві оборони супротивника війська змушені були просуватися в щільних, компактних тактичних побудовах і завдавати переважно фронтальних ударів, оскільки здійснення охоплень і обходів при подоланні суцільної позиційної оборони противника було неможливо. При діях у тактичній та оперативної глибині можливості для здійснення військового маневру істотно зростали, оскільки формуванням зазвичай протистояли лише окремі точки спротиву супротивника і, використовуючи проміжки в його бойовій побудові, вони широко застосовували обходи, охоплення та маневр для оточення ворога.
У сучасних умовах, як показує досвід локальних воєн та конфліктів, знижується значення прориву. Це пов'язано з тим, що через раптовість розв'язування війни сторона, що обороняється, зазвичай відразу потрапляє у важкі умови та в ряді випадків не встигає навіть зайняти заздалегідь підготовлені позиції. Тому наступ, як це було під час, наприклад, Шестиденної війни 1967 р., війни судного дня 1973 р., Ліванської війни 1982 р., операції «Буря в пустелі» в 1991 р., вторгнення коаліційних сил до Іраку в 2003 р. починався не з прориву, а з маневрених дій — глибоких та стрімких рейдів танкових, механізованих та моторизованих формувань у поєднанні з охопленнями, обходами та висадкою в тил противнику повітряних десантів.